# Pomnik Marcina Kasprzaka w Czołowie
Pomnik Marcina Kasprzaka w Czołowie – pomnik upamiętniający Marcina Kasprzaka, znajdujący się w Czołowie, miejscu jego urodzin (1860).

## Historia
Pierwotnie monument stał w Poznaniu, w parku noszącym od 1951 imię Marcina Kasprzaka (obecnym parku Wilsona). Pomnik zaprojektowali Anna Krzymańska i Ryszard Skupin, a odsłonięto go w 1963. Po transformacji ustrojowej pomnik zdemontowano w nocy z 6 na 7 kwietnia 1990, a na jego miejscu postawiono monument Thomasa Woodrowa Wilsona autorstwa Zofii Trzcińskiej-Kamińskiej. 
Pomnik Marcina Kasprzaka ponownie odsłonięto 30 kwietnia 1995 w Czołowie. Jako miejsce posadowienia obiektu wybrano łąkę na skraju zabudowań wsi – prawdopodobne miejsce dawnego cmentarza ewangelickiego. Grunt wykupiono za pośrednictwem Muzeum Martyrologicznego w Żabikowie. 

## Opis
Pomnik przedstawia Marcina Kasprzaka w pozycji stojącej, z lewą nogą wysuniętą do przodu. Pierwotnie posadowiony był na niewielkim cokole z napisem: MARCIN KASPRZAK / UR. 2 XI. 1860 W CZOŁOWIE POW. ŚREM / STRACONY 8. IX. 1905 NA STOKACH / CYTADELI WARSZAWSKIEJ. W 1995 dodano wyższy, żelbetowy cokół.